# Богдана Хмельницького, 40/25
Буди́нок Василя́ Ма́ртоса і Володи́мира Верхо́вського — колишній київський прибутковий будинок на розі вулиць Богдана Хмельницького, 40 та Івана Франка, 25. Розташований навпроти будинку № 33/34.
Споруда — яскравий зразок прибуткових будинків зламу ХІХ–XX століть.
Рішенням виконавчого комітету Київської міськради народних депутатів № 49 від 21 січня 1986 року будівля занесена до обліку пам'яток архітектури й історії.

## Історія

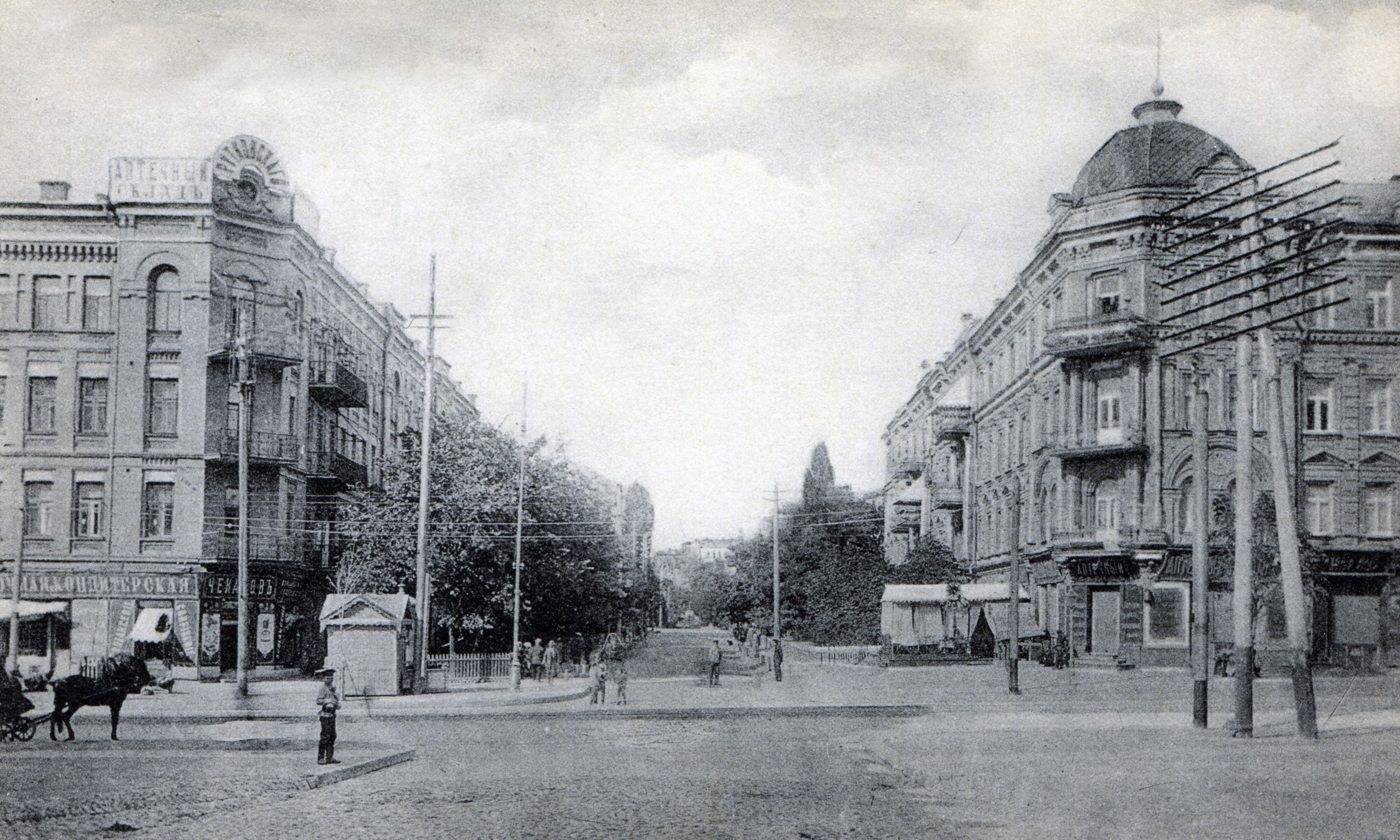
Будинок Верховського (справа), початок ХХ сторіччя

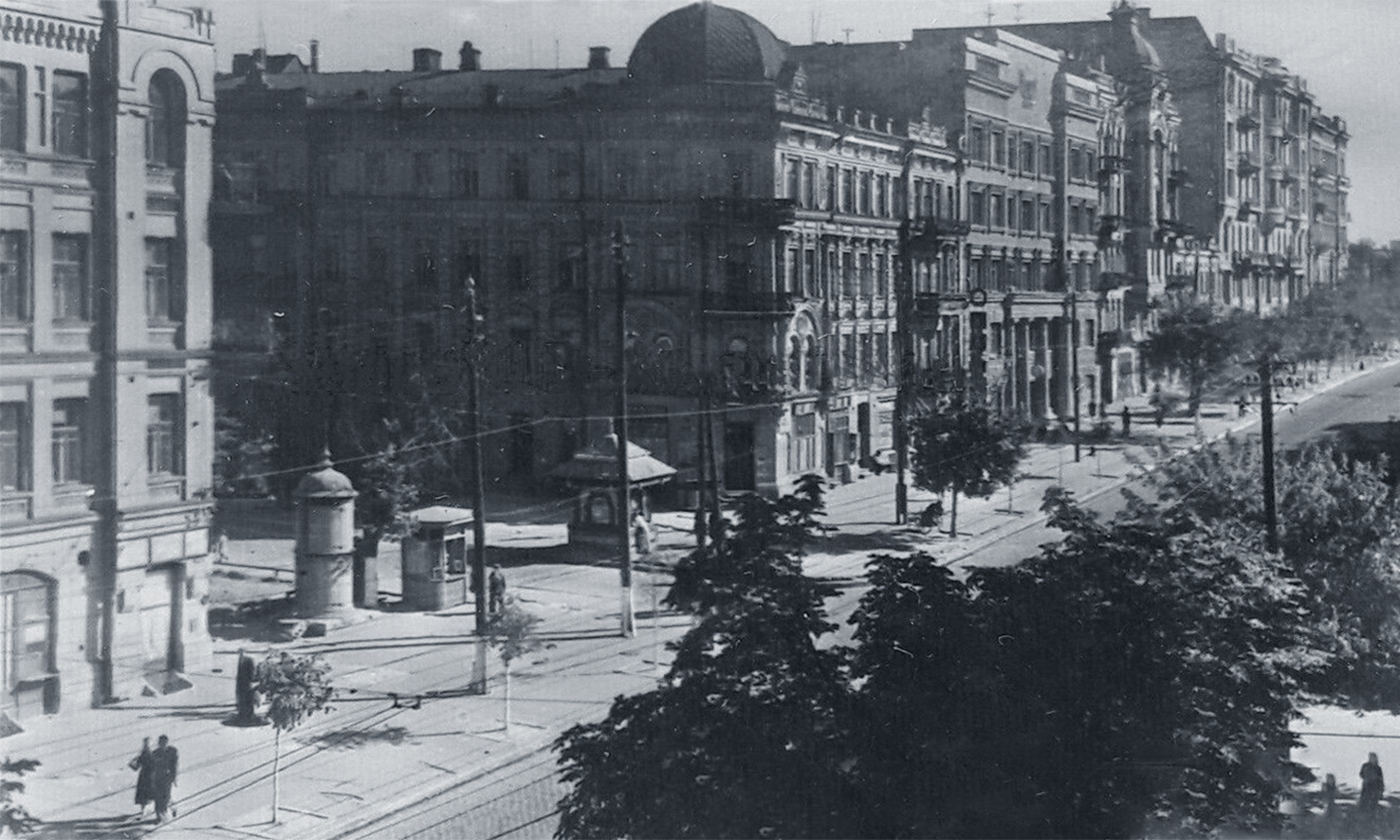
Наріжний будинок, початок 1940-х років

У 1870-х роках наріжну ділянку забудували дерев'яними житловими і службовими спорудами.
Станом на 1882 рік ділянкою володів Трохим Дриго, на 1899 рік — Карл Бормілер. 1901 року на замовлення Василя Михайловича Мартоса та Володимира Михайловича Верховського тут звели прибутковий будинок за проєктом цивільного інженера Миколи Яскевича. З 1906 року ділянка належала Володимиру Верховському, 1914 року продана інженеру С. Черкасову, 1916 — купцю першої гільдії Б. Рабиновичу.
Після націоналізації, проведеної більшовиками, споруду продовжували використовувати як житловий будинок із крамницями на першому поверсі. 1945 року провели капітальний ремонт.
У 1929—1931 роках у квартирі № 17 проживав російський фантаст Олександр Бєляєв (1884—1942), який написав тут оповідання «Підводні хлібороби», «Земля горить» та інші. 1945—1979 роках у квартирі № 25 жив диригент Натан Рахлін (1906—1979).
Станом на 2020 рік частину приміщень займають офіси й торговельні заклади, зокрема Макдональдз «Аптека».

## Архітектура

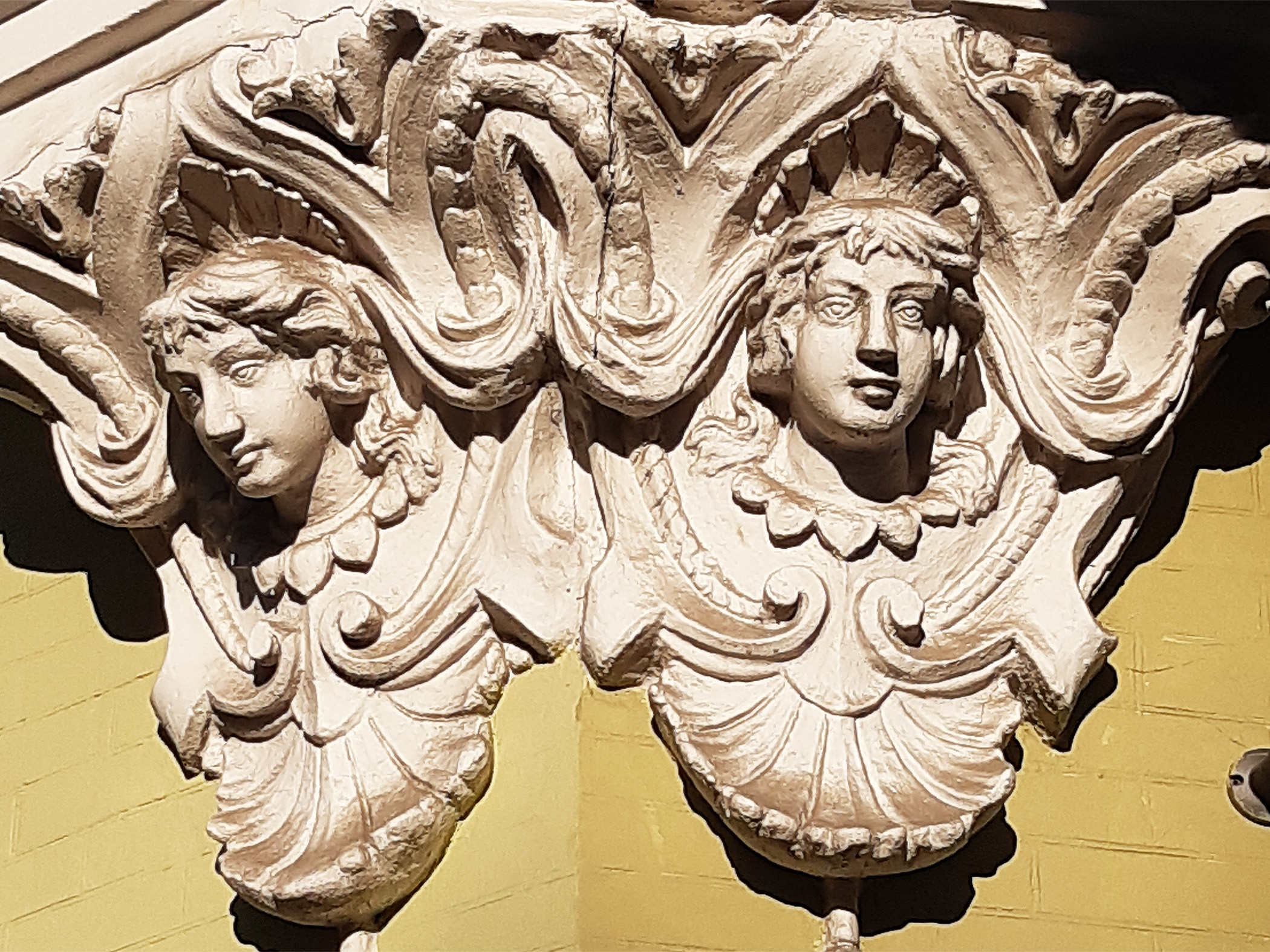
Маскарони

Будинок — чотириповерховий, Г-подібний у плані, мурований, пофарбований. Має підвал, проїзд у подвір'я з боку вулиці Івана Франка і дві секції із двосхилим дахом.
Композиційним центром споруди є пишно декороване і перекрите банею зрізане наріжжя.
Оформлений у неоренесансному і необароковому стилі. Архітектурний декор змодельовано в цеглі та доповнено ліпленням. Фланги чолових фасадів секцій виділено розкріповками з балконами й невеликими аттиками.
Фасади розділено гуртами на три яруси:
- перший поверх із великими вітринами торговельних приміщень з боку вулиці Хмельницького декорований маскаронами;
- другий і третій поверхи оформлені великим ордером у вигляді коринфських колон із боків розкріповок і рустованих іонічних пілястрів у міжвіконнях;
- четвертий поверх із розкріповками, які підкреслено бічними фільончастими лізенами з ліпленою арматурою, та вінцевим карнизом і фризом, який членований модульйонами та прикрашений ліпленим рослинним орнаментом.

Вікна другого поверху оздоблено трикутними сандриками, третього — замковими каменями з фестонами (гірляндами). На другому поверсі наріжжя розміщено здвоєні півциркульні вікна. Над ними у проміжку — тондо, які вписані в аркову нішу.
Станом на 1918 рік на першому поверсі було дві чотирикімнатні й одна семикімнатна квартири з кухнями, передпокоями, клозетами та чотири крамниці; на другому поверсі — одна трикімнатна, дві чотирикімнатні, одна восьмикімнатна й одна дев'ятикімнатна квартири з кухнями; на третьому і четвертому поверхах — по одній трикімнатній і шестикімнатній, дві чотирикімнатні, дві п'ятикімнатні квартири з кухнями; у підвальному поверсі — одна п'ятикімнатна, дві чотирикімнатні й одна двокімнатна квартири з кухнями, передпокоями та клозетами, дві пральні, двірницька, приміщення опалювача, хлібопекарня з чотирьох кімнат і котельня під двором.